# Iniistius

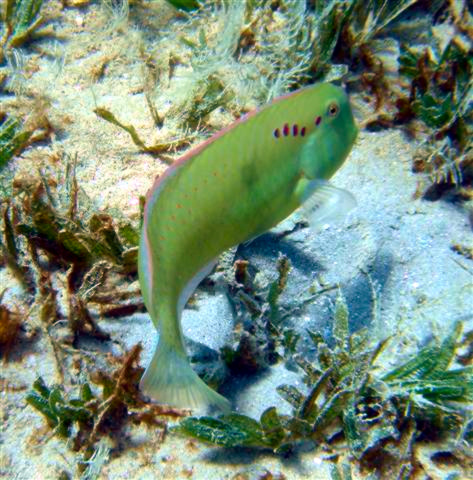
Iniistius pentadactylus, adulto

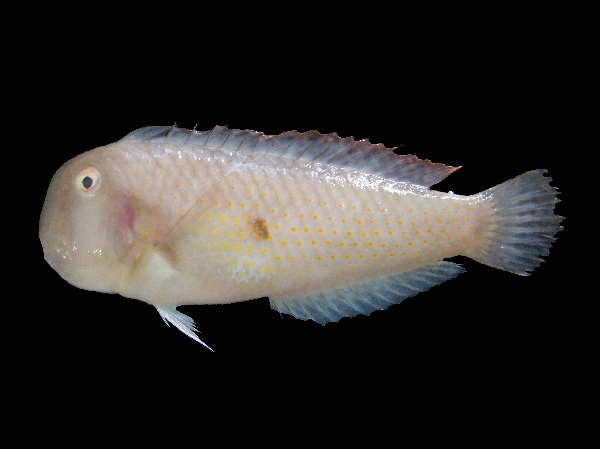
Iniistius bimaculatus, adulto

Iniistius è un genere di pesci di acqua salata appartenenti alla famiglia Labridae.

## Distribuzione
Le specie di questo genere sono originarie dell'oceano Pacifico e dell'oceano Indiano.

## Descrizione
Presentano un corpo molto compresso lateralmente, alto e non allungato, con la testa dal profilo decisamente schiacciato, soprattutto negli adulti. Gli esemplari giovanili hanno un corpo più sottile e allungato. La livrea non è mai molto sgargiante, spesso chiara con una macchia più scura al centro del corpo, come in I. twistii, ma ci sono eccezioni come I. geisha, nero e arancione. In alcune specie la pinna dorsale è divisa in due parti, e nei giovani la prima parte è allungata, come in I. pavo che è anche la specie dalle dimensioni maggiori, 41 cm. La specie con le dimensioni minori è invece I. auropunctatus, che non supera i 13.

## Tassonomia
Questo genere comprende 21 specie:
- Iniistius aneitensis
- Iniistius auropunctatus
- Iniistius baldwini
- Iniistius bimaculatus
- Iniistius brevipinnis
- Iniistius celebicus
- Iniistius cyanifrons
- Iniistius dea
- Iniistius evides
- Iniistius geisha
- Iniistius griffithsi
- Iniistius jacksonensis
- Iniistius melanopus
- Iniistius naevus
- Iniistius pavo
- Iniistius pentadactylus
- Iniistius spilonotus
- Iniistius trivittatus
- Iniistius twistii
- Iniistius umbrilatus
- Iniistius verrens

## Conservazione
Nessuna delle specie è considerata particolarmente a rischio tra quelle valutate dalla lista rossa IUCN, ma I. cyanifrons, I. geisha e I. trivittatus sono classificati come "dati insufficienti" (DD) perché non sono note minacce, ma vengono catturati con la pesca a strascico per essere mangiati.